# Muriel Clara Bradbrook
Muriel Clara Bradbrook (geboren am 27. April 1909; gestorben am 11. Juni 1993 in Cambridge) war eine britische Literaturwissenschaftlerin und Shakespeare-Gelehrte. Sie war Professorin für englische Sprache an der University of Cambridge und dort Leiterin des Girton College.

## Leben und Werk
Muriel Bradbrook war das älteste Kind von Samuel Bradbrook, einem Superintendent der englischen Küstenwache und seiner Frau, Annie Wilson, geborene Harvey. Sie besuchte die Hutcheson’s Girls’ School in Glasgow und die Oldershaw High School in Wallasey. Sie kam 1927 ans Girton College absolvierte bis 1930 das dreijährige Bachelor-Studium an der University of Cambridge. Sie erwarb im Fach englische Sprache "First Class honours" in beiden Teilen des Cambridge-Tripos. Sie war in der Zeit von 1932 bis 1935 "Ottlie Hancock Research Fellow" und erwarb 1932 einen PhD. 1935/36 verbrachte sie ein Jahr an der University of Oxford und wurde nach ihrer Rückkehr nach Cambridge Dozentin für Englisch. Sie blieb dort ihr ganzes weiteres akademisches Leben. 1962 wurde sie stellvertretende Mistress (Leiterin des College) und löste 1968 Dame Mary Cartwright als Leiterin des College ab. Bis 1950 hatte sie schon fünf umfangreiche Werke zur Literaturkritik verfasst und arbeitete in den folgenden Jahren über Shakespeare und das Elisabethanische Zeitalter. In den beiden Studien The Rise of the Common Player (1962) und Shakespeare the Craftsman entwickelte sie die Idee, dass Shakespeare's Werke von der wirtschaftlichen und sozialen Situation seiner Zeit genauso abhängig waren, wie von den technischen Bedingungen der Theaterproduktionen der elisabethanischen Zeit. Sie verfasste insgesamt 17 Bücher unter anderem zu Henrik Ibsen, Lowry und Conrad. 1948 wurde sie "University Lecturer" an der University of Cambridge, 1962 "Reader" und 1965 Professor für Englisch. Sie war damit der erste weibliche Inhaber dieser Position in Cambridge. Bradbrook war Gastprofessorin an den Universitäten von Santa Cruz, Tokyo und Rhodes, Südafrika.
Von 1987 bis 1990 war sie Dozentin an der "Graduate School of Renaissance Studies" der Warwick University. Während ihrer Zeit als Mistress am Girton College verfasste sie anlässlich des 100-jährigen Jubiläums eine Geschichte des College unter dem Titel That Infidel Place. Sie wurde 1976 emeritiert und zum Fellow auf Lebenszeit ernannt. 1990 wurde sie zum Mitglied der British Academy gewählt.

## Ausgewählte Veröffentlichungen
- Elizabethan Stage Conditions: A Study of Their Place in the Interpretation of Shakespeare's Plays (1932)
- Themes and Conventions of Elizabethan Tragedy (1935)
- The School of Night: A Study in the Literature Relationships of Sir Walter Raleigh (1936)
- Andrew Marvell (1940) with M. G. Lloyd Thomas
- Joseph Conrad: Poland's English Genius (1941)
- Ibsen - The Norwegian : A Revaluation (1946)
- T. S. Eliot (1950)
- Shakespeare and Elizabethan Poetry: A Study of His Earlier Work in Relation to the Poetry of the Time (1951)
- Themes & Convention of Elizabethan Tragedy (1952)
- The Queen's Garland : Tudor Poems Now Collected in Honour of Her Majesty Queen Elizabeth II (1953) editor
- The Growth and Structure of Elizabethan Comedy (1955)
- Sir Thomas Malory (1958)
- The Rise of the Common Player: A Study of Actor and Society in Shakespeare's England  (1962)
- English Dramatic Form: A History of Its Development (1965)
- Shakespeare's Primitive Art (1965)
- The Tragic Pageant of 'Timon of Athens' (1966)
- That Infidel Place - a Short History of Girton College 1869 – 1969 (1969)
- Shakespeare the Craftsman  (1969)  Clark Lectures 1968
- Literature in Action: Studies in Continental and Commonwealth Society (1972)
- T.S. Eliot: the Making of 'The Waste Land' (1972)
- Malcolm Lowry: His art and Early Life - a study in transformation (1974)
- The Living Monument : Shakespeare and the Theatre of His Time (1976)
- George Chapman (1977)
- Shakespeare : The Poet in His World (1978)
- In defence of Plato's love in modern literature (1979)
- John Webster, Citizen and Dramatist (1980)
- The Artist and Society in Shakespeare's England (1982) Collected Papers I
- Women and Literature 1779–1982 (1982) Collected Papers II
- Aspects of Dramatic Form in the English and Irish Renaissance (1983) Collected Papers III
- Muriel Bradbrook on Shakespeare (1984)
- Shakespeare in His Context : The Constellated Globe. (1989) Collected Papers IV